# Петушки (Якутия)
Петушки — упразднённое село в Нижнеколымском районе (улусе) Республики Саха (Якутия) России. Входил в городское поселение посёлок Черский.

## История
Согласно Закону Республики Саха (Якутия) от 30 ноября 2004 года N 173-З N 353-III село вошло в образованное муниципальное образование Городское поселение посёлок Черский.
Прекратило существование по распоряжению Правительства РФ от 27.05.2006 г. № 757-Р.

## Население
| 2002 | 2010 | 2021 |
| ---- | ---- | ---- |
| 149  | ↘0   | →0   |